# 밥 로스
로버트 노먼 "밥" 로스(영어: Robert Norman "Bob" Ross, 1942년 10월 29일 ~ 1995년 7월 4일)는 미국의 화가이며 예비역 미국 공군 상사이다.

## 생애
1942년 플로리다주 데이토나 비치에서 태어났고, 미국 공군에 20년간 복무하였으며 1981년 미국 공군 상사로 예편하였다. 친구 Annette와 1981년에 밥 로스 클래스를 열었으며, 1983년 미국 PBS에서 방영된 '그림을 그립시다'(The Joy of Painting)라는 TV 프로그램으로 미국 내에서 유명 화가가 되었다. 로스의 그림에 눈 덮인 산이나 침엽수림이 많이 등장하는 이유는 그가 근무했던 곳이 알래스카주였기 때문이다.

## 그림을 그립시다
1983년부터 1994년까지 미국 PBS에서 방송된 텔레비전 시리즈 중의 하나이다.

## wet-on-wet 기법
로스 특유의 유화 화법을 이렇게 부른다. 통상적인 유화 기법이 물감을 말리는 작업을 반복하는, 완성까지 상당한 시간이 소요되는 것에 비해 wet-on-wet 기법은 마르지 않은 물감 위에 덧칠하기, 그라데이션을 많이 사용하기, 유분이 많은 물감을 바탕에 애벌칠하기 등의 기법을 통해 단시간에 작품을 완성할 수 있는 것이 특징이다. 애벌칠용 이외의 물감은 통상적인 물감보다 유분이 적은 것을 쓰기 때문에 물감을 산화-중합반응시키지 않고 덧칠한다. 이것은 전통적인 Fat over lean이라고 하는 유채화의 격식에 따른 것이다.
다만 아카데믹한 다이렉트 화법(알라프리마 기법, 밑그림을 그리지 않고 바로 채색을 하는 방법)은 예전부터 존재해 왔고, 로스가 '고안했다'고 하는 것은 개별적으로 구체적인 세부 화법이라고 보는 편이 타당하다. 로스도 스승인 윌리엄 알렉산더에게 그 기법을 배웠다. 거기에 연구를 거듭하여, 붓이나 나이프의 특징적인 사용보다, 지금까지 그림을 그려본 적이 없는 사람도 쉽게 그릴 수 있도록 한 로스의 공적은 크다. 또한 밑그림을 그리지 않고 바로 채색을 한 것도 wet-on-wet 기법의 특징이다. 현재 프로 화가도 사용하고 있는 아크릴 물감의 제소(gesso)를 애벌칠에 쓴 것은 로스가 최초였고, 통상적으로는 표현하기 힘든 극적인 효과를 굉장히 잘 구현하였다.
그림을 그리는데 물감은 13색, 제소 등의 애벌칠용 물감은 5종, 붓은 10종, 나이프는 2종을 사용하였고, 그림에 따라 용도를 달리 하였다.

## 밥 로스 유튜브
밥 로스의 유튜브 채널(밥 로스의 채널 - 유튜브)에서 동부 시간(EST) 기준 금요일 오후 12부터 월요일 오후 12시까지 Weekend Marathon! 라이브 스트리밍을 매주 진행하고 있다. "그림을 그립시다" 방송을 연속으로 방영한다.